# Brikena Smajli
Brikena Smajli (ur. 1 stycznia 1970 w Szkodrze) - poetka albańska.

## Życiorys
Ukończyła studia filologiczne w Szkodrze i na Uniwersytecie Tirańskim. Pracę dyplomową poświęciła poezji T.S. Eliota. Prowadzi wykłady z literatury w szkoderskiej medresie. Reprezentuje najmłodszą generację albańskich poetów lirycznych. Mieszka i tworzy w rodzinnej Szkodrze. Jest autorką dwóch tomików poezji, które zostały już przetłumaczone na język angielski i niemiecki. Swoje utwory publikowała także w magazynie literackim Poeteka. W 2004 roku w czasopiśmie Ars ukazały się jej tłumaczenia utworów Eliota. Tłumaczyła także poezję Carlosa Samposa Serny.

## Poezja
- Të fundit vdesin ulkonjat (Wilczyce umierają ostatnie), Shkodra 1997.
- Përditë ndërtoj shtëpi me ashkla (Każdego dnia buduję dom z drzazg), Tirana 2006.

## Publikacje naukowe
- Simbolikë mitike e krijimit dhe e kërkimit: poezi shqipe-poezi europiane, Tirana 2019.